# San Mauro (Alvignano)
San Mauro è una frazione del comune di Alvignano ed uno dei suoi borghi più antichi.

## Storia
La prima notizia su San Mauro risale al 979, anno in cui Stefano Minicillo fu ordinato Vescovo di Caiazzo. Nella sua bolla di consacrazione si cita (Sanctus Maurus in Albinianu).
Quasi sicuramente la sua nascita risale nel periodo successivo alle invasioni saracene avvenute nel IX secolo, che spinsero la popolazione del luogo a rifugiarsi sui Colli Caprensi. Di seguito i Cubulterini si stabilirono dando vita ai primi casali come San Sebastiano, Angiolilli, Faraoli, Rasignano, Marcianofreddo e, di seguito, anche Baia e Latina e Dragoni.

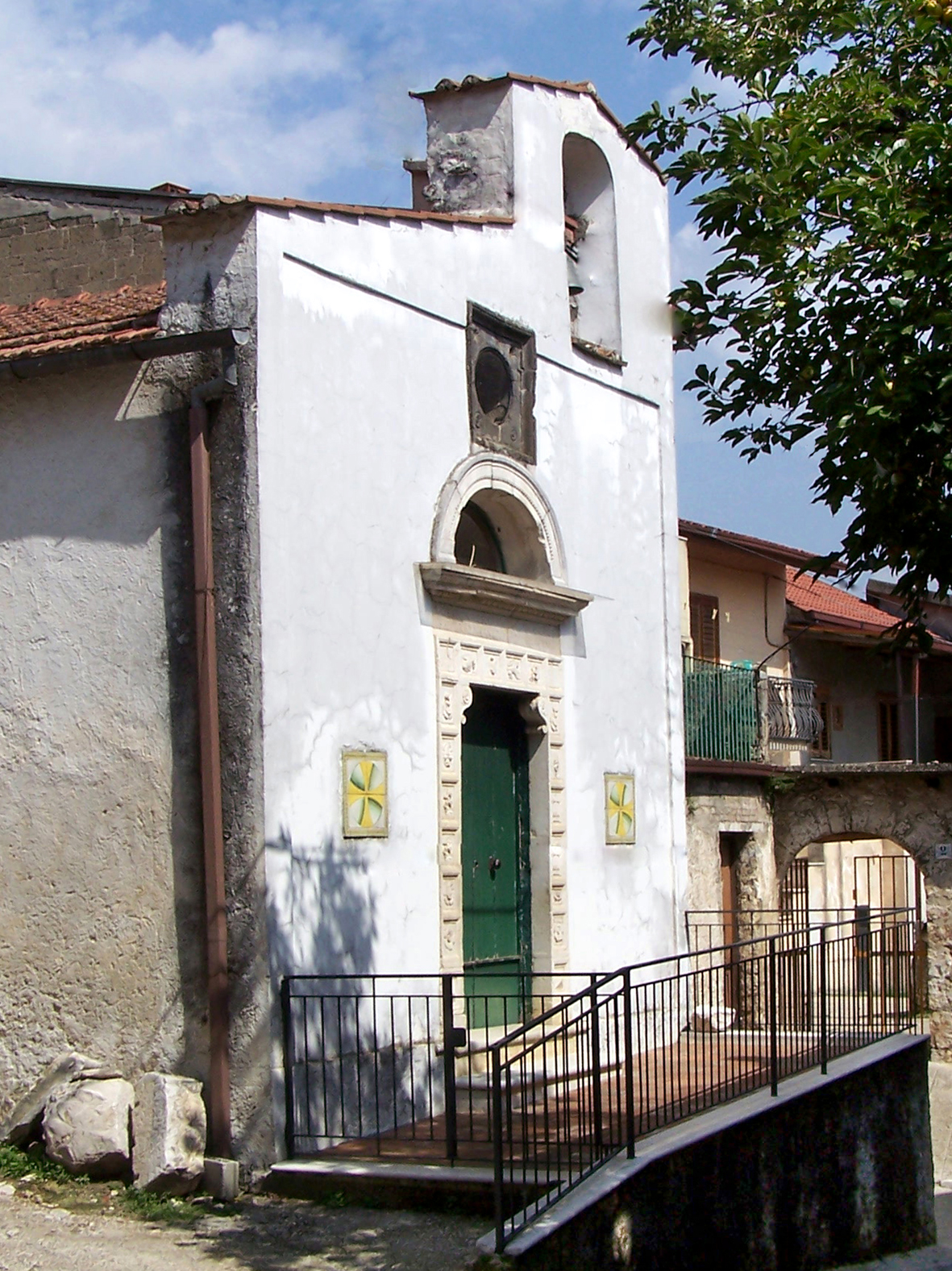
Cappella di Santa Maria della Natività in San Mauro

## Società

### Festa patronale
Il 26 luglio si celebra il culto di sant'Anna . I festeggiamenti iniziano nel tardo pomeriggio, presso la chiesetta rinascimentale di Santa Maria della Natività vengono celebrate le funzioni religiose. Al termine si svolge la solenne processione per le vie del borgo fino a raggiungere piazza Ex municipio presso la chiesa parrocchiale di San Sebastiano. Al rientro la statua viene collocata sulla loggia della chiesa dove il parroco benedice i partecipanti e subito dopo viene venerata dai fedeli. Al termine della funzione religiosa vengono distribuite ai partecipanti la tradizionale pasta e fagioli e del vino locale offerto da alcune famiglie del borgo. La serata viene allietata da gruppi musicali locali e dai giochi pirotecnici.

## Galleria d'immagini

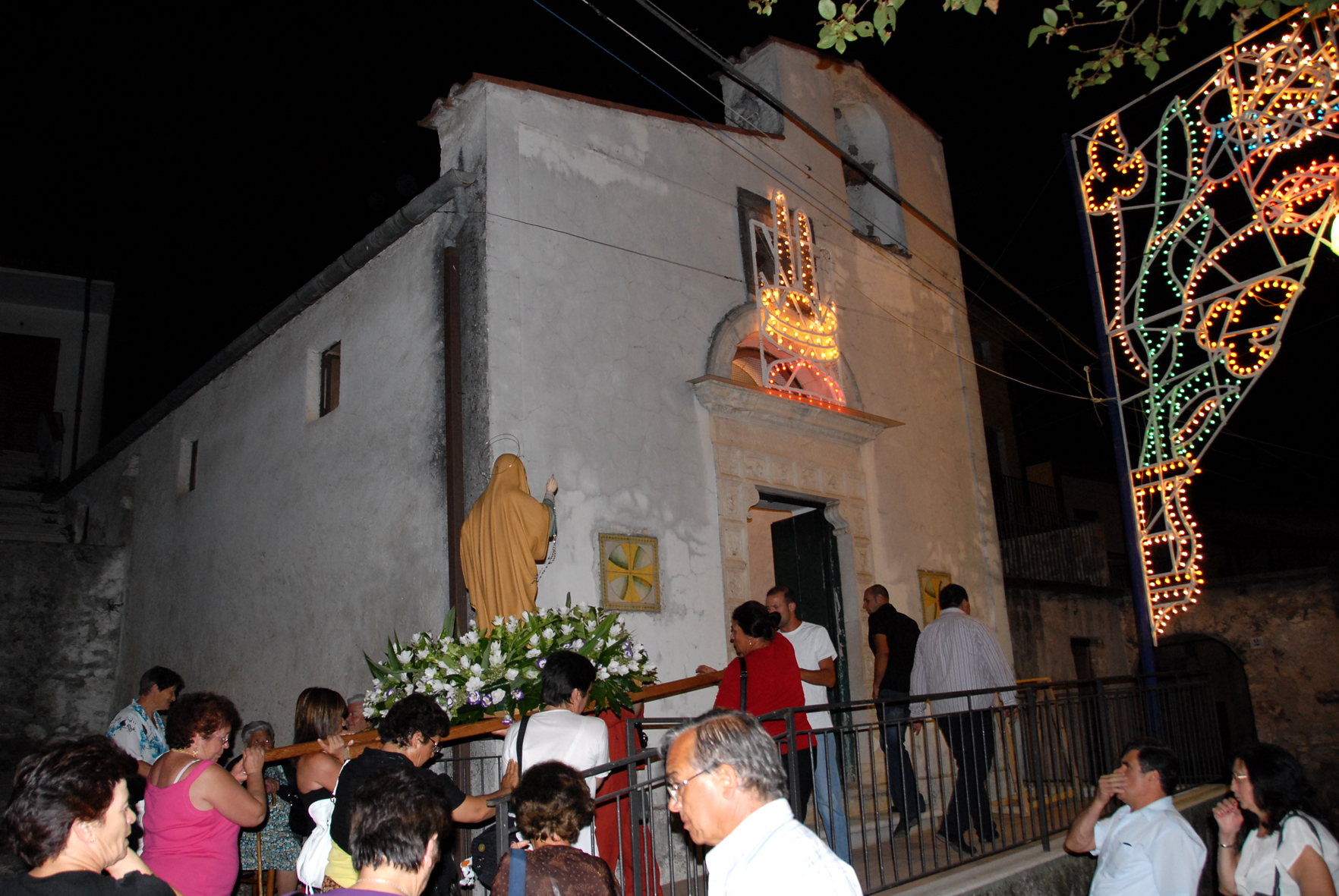
Rientro della statua di Sant'Anna
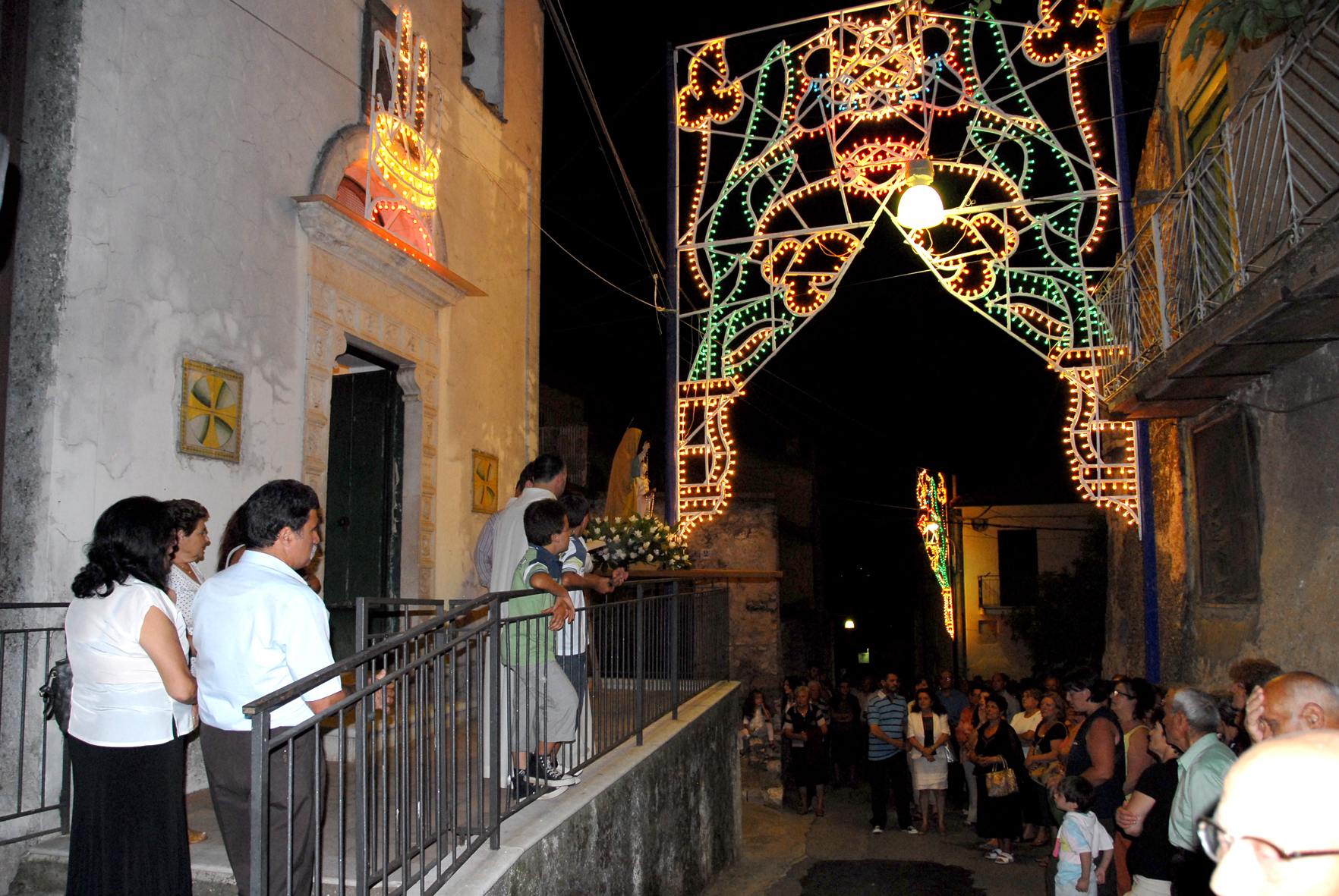
Benedizione del sacerdote ai fedeli
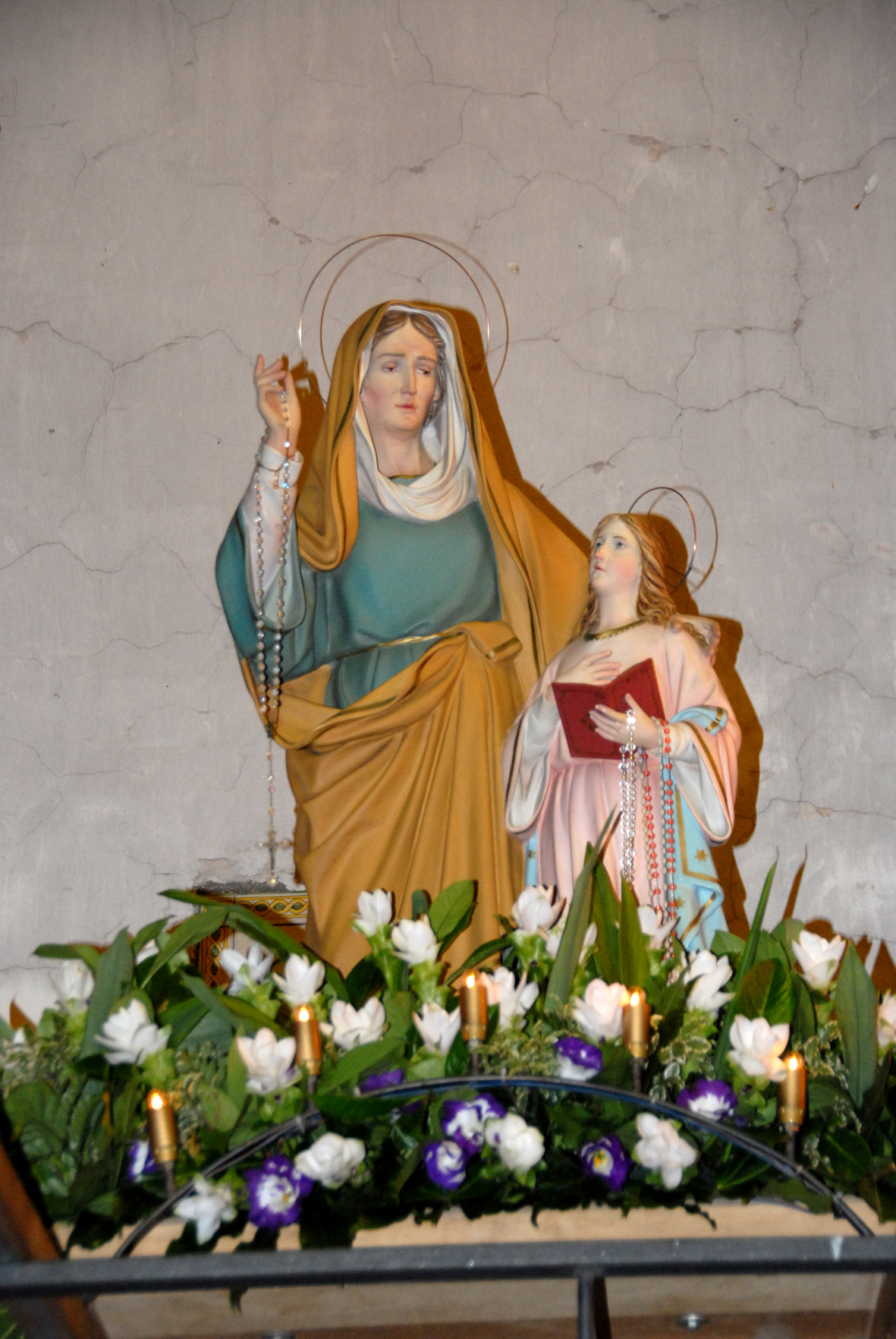
Statua di Sant'Anna
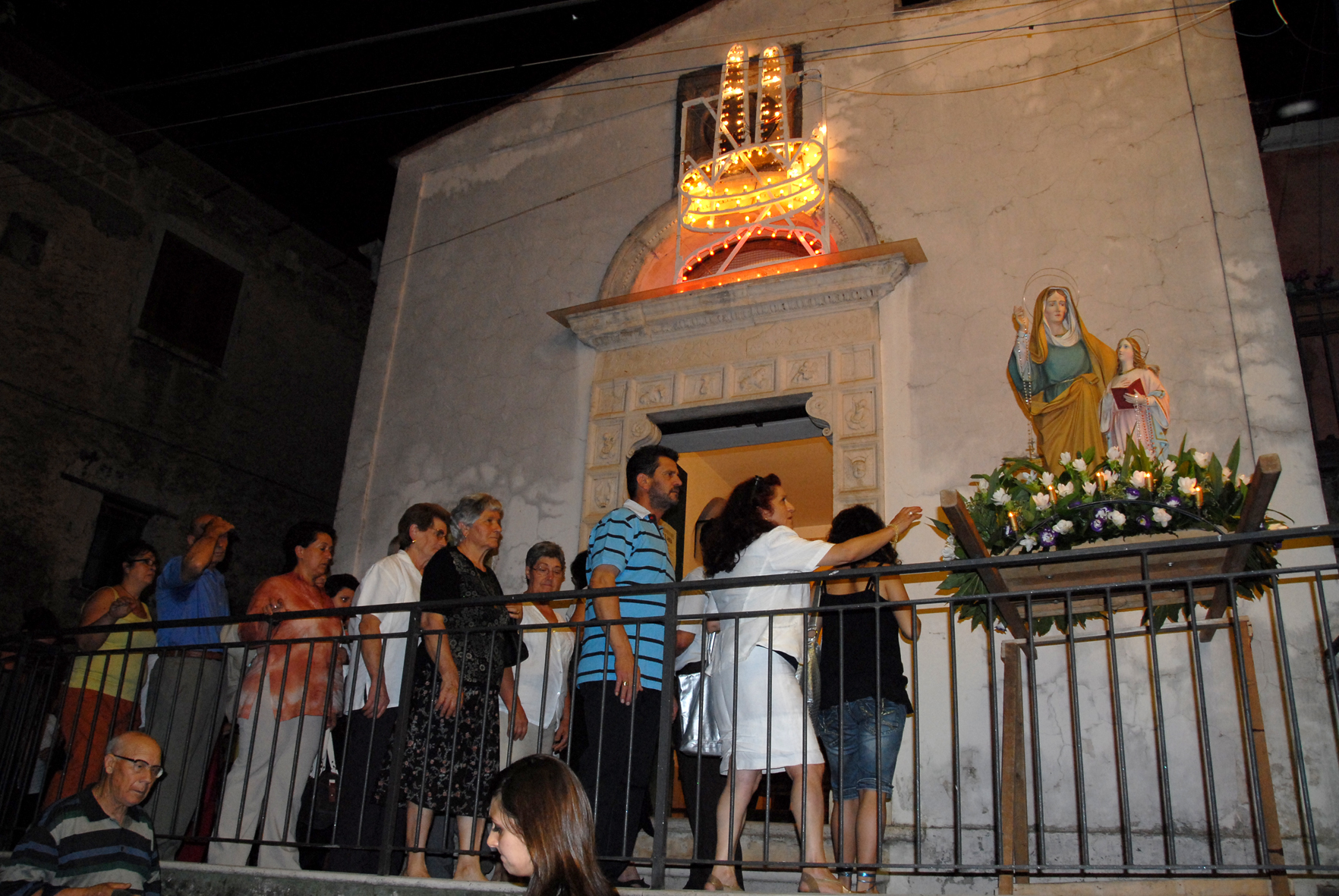
Venerazione dei fedeli
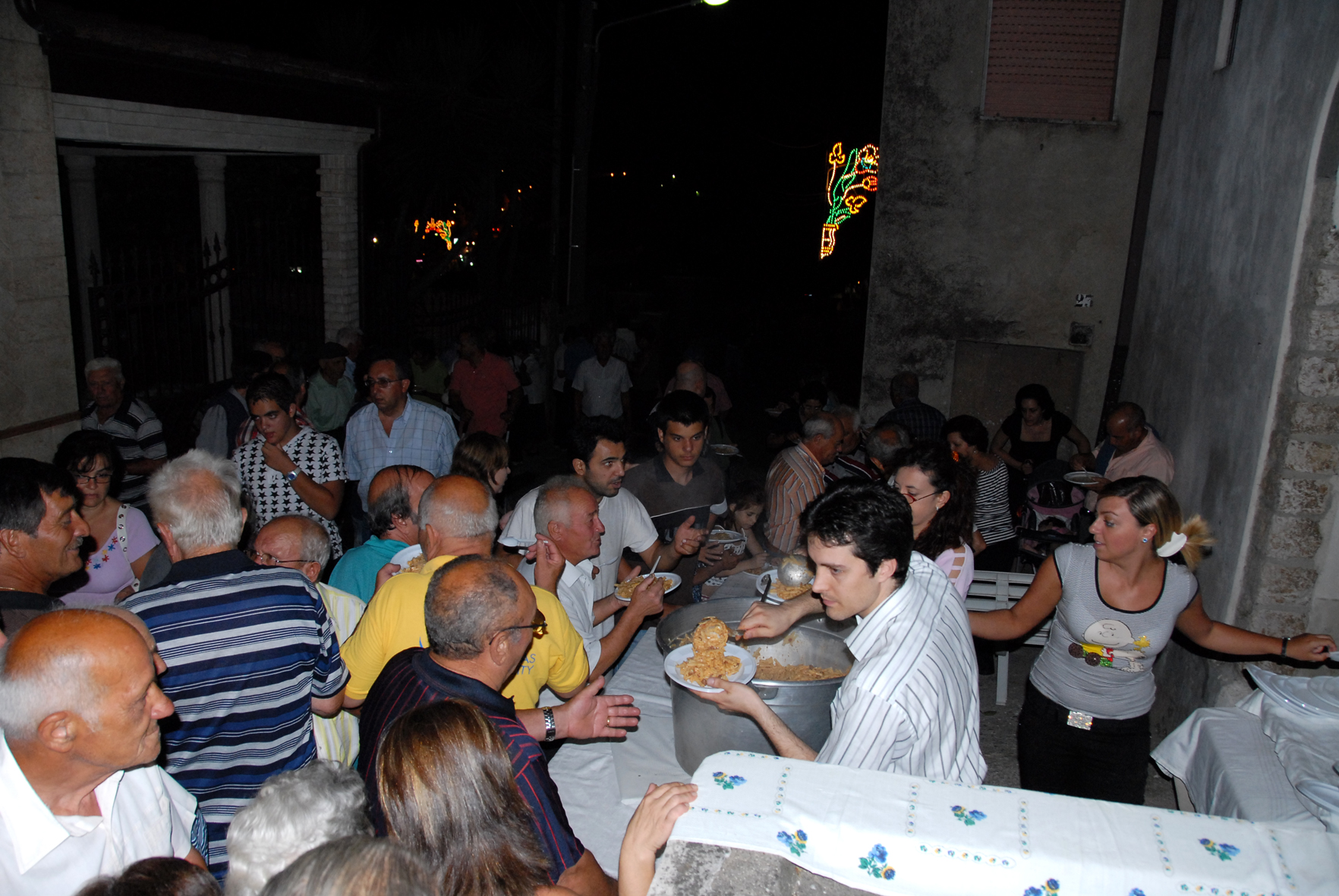
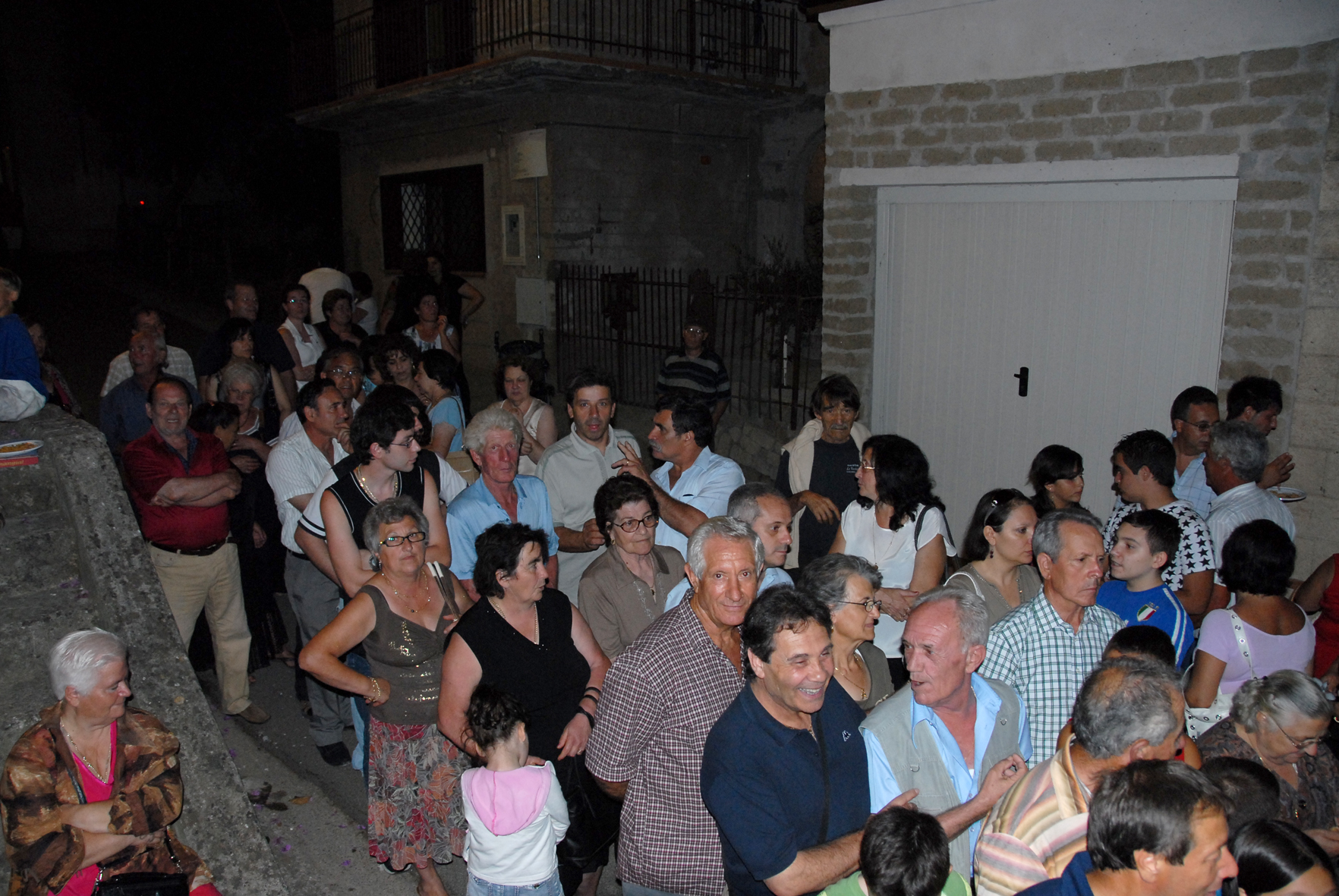
distribuzioni delle vivande
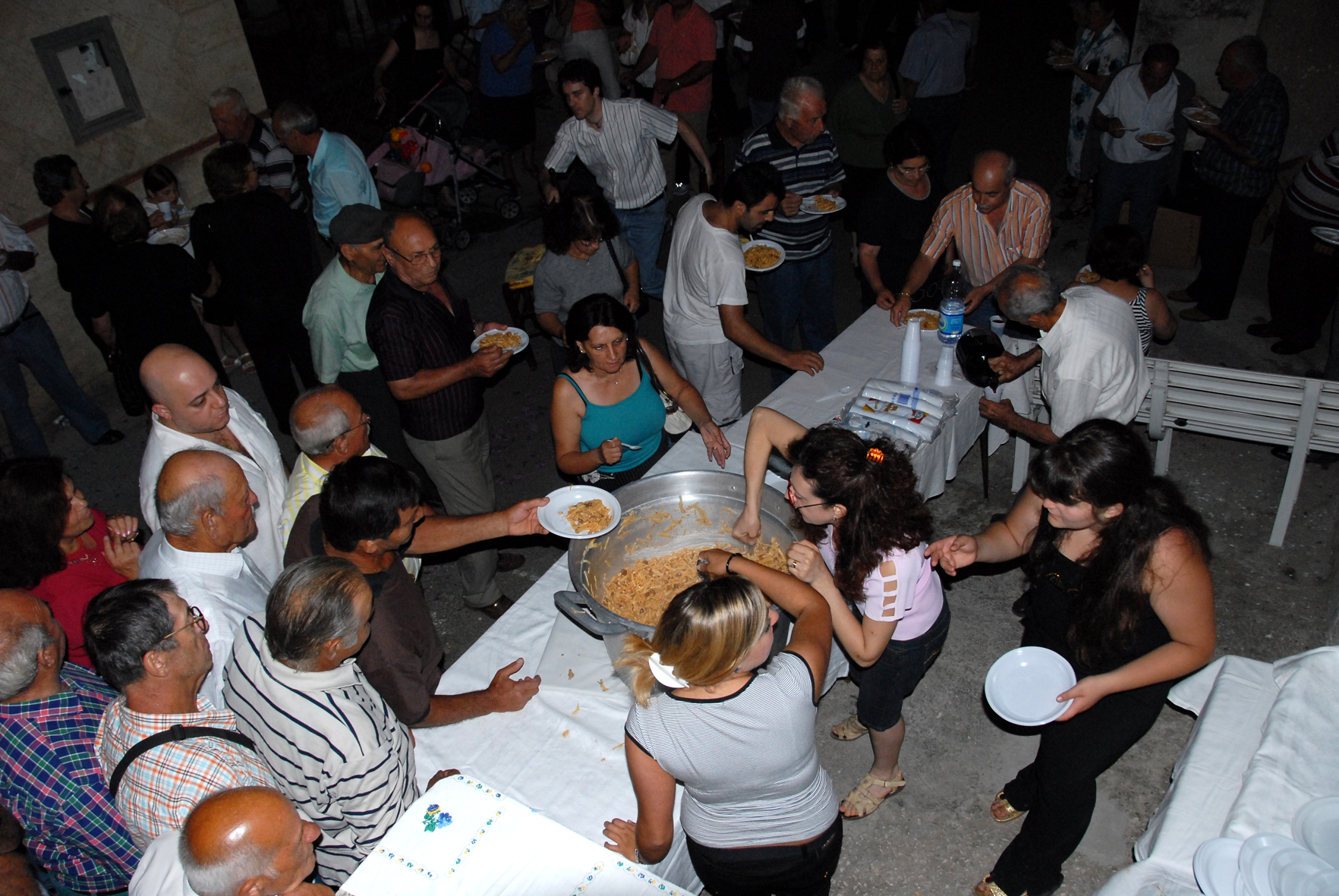